# Széna tér autóbusz-állomás
A Széna tér autóbusz-állomás egy megszűnt budapesti helyközi autóbusz-állomás, melyet a Volánbusz üzemeltetett.

## Története
Az állomásról induló buszok többsége Budakeszin és Pátyon / Perbálon át Zsámbék felé közlekedett. A régi Szent János-kórház helyén épült. A harmincas években megnyílt terminál kocsiállásai 1967-ben kaptak perontetőket. 2019. augusztus 10-étől nem indít több buszt, helyette azok végállomása a Széll Kálmán tér lett. Ezután az állomást 2021-re lebontották.
A helyét 2022 októberére parkosították.

## Megközelítése tömegközlekedéssel
Széna tér
- 4, 6, 17
- 39

Széll Kálmán tér
- 4, 6, 17, 56, 56A, 59, 59A, 59B, 61
- 5, 16, 16A, 21, 21A, 22, 22A, 39, 91, 102, 116, 128, 129, 139, 140, 140A, 149, 155, 156, 221, 222
- 781, 782, 783, 784, 785, 786, 787, 789, 791, 793, 794, 795